# Gąsiory (województwo mazowieckie)
Gąsiory – wieś sołecka w Polsce położona w województwie mazowieckim, w powiecie garwolińskim, w gminie Żelechów.
W latach 1975–1998 miejscowość należała administracyjnie do województwa siedleckiego. 

## Części wsi
| SIMC    | Nazwa     | Rodzaj    |
| ------- | --------- | --------- |
| 0697082 | Brzeziaki | część wsi |
| 0697099 | Michalin  | część wsi |

Wierni Kościoła rzymskokatolickiego należą do parafii Trójcy Świętej w Gończycach.

## Historia
Wczesne dzieje wsi są mało znane. W 1872 roku odłączono dobra Gąsiory, zawierające folwark Gąsiory i nomenklaturę Zabaranie. Wieś powstała po 1875 roku, kiedy osiedliło się tu kilka rodzin. W 1881 roku miejscowość liczyła 9 gospodarstw, 82 mieszkańców i 254 morgi powierzchni.
12 września 1939 roku niemieckie czołgi ostrzelały wieś, wywołując pożar dwóch gospodarstw. Pod koniec września, na krótko we wsi pojawiły się oddziały radzieckie. W 1942 roku po likwidacji getta w Żelechowie przez wieś odbywał się transport Żydów. Dwóch z nich zostało tu zastrzelonych i później pochowanych. Kilku udało się uciec do lasu, jednak później zostali także zamordowani. Partyzanci z oddziału S.P. Aleksieja Serafina, w czasie wojny kilkukrotnie spalili drewniany most.
W 1958 roku wieś zelektryfikowano. W 1962 roku Gąsiory stały się przysiółkiem Władysławowa. W 1998 roku pociągnięto do Gąsiorów wodociąg. W 2003 roku miejscowość ponownie stała się sołectwem.